# هاشوربالان
هاشوربالان سرده‌ای از تیره (خانواده) کاهی‌بالان هستند.

## برخی گونه‌ها
- جزبل معمولی
- جزبل زرد
- جزبل رنگ‌پریده
- جزبل رنگین ایتوهی
- جزبل رنگین
- جزبل خال‌سرخ
- جزبل خالطلایی
- جزبل تپه‌ای
- ایرلندی نو
- جزبل نوار سرخ
- جزبل نوار طلایی
- سپید شاهنشاهی
- گینه‌نویی
- کریستیانی
- جزبل لک‌قرمز
- جزبل طلایی
- جزبل شبدیز
- جزبل سینه‌سرخ
- جزبل سیاه
- جزبل سقرلاتی
- جزبل سرخ‌بال